# Ulrichskirchen-Schleinbach
Ulrichskirchen-Schleinbach je městys v okrese Mistelbach v Dolních Rakousích. Žije zde přibližně 2 600 obyvatel.

## Geografie
Ulrichskirchen-Schleinbach leží ve Weinviertelu v Dolních Rakousích. Plocha území obce je 26,5 kilometrů čtverečních, 26,56 % plochy je zalesněno.
Obec sestává z katastrálních území: Kronberg, Schleinbach a Ulrichskirchen.

## Politika
Starostou městyse je Ernst Bauer a vedoucím kanceláře Heidi Holzmann.
V obecní radě je 21 křesel a od voleb v roce 2005 jsou rozděleny mandáty takto: (SPÖ) 10, (ÖVP 9) a (Zelení) 2.

## Kultura a pamětihodnosti

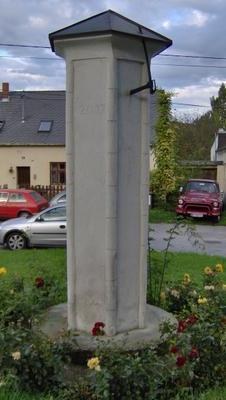
Pranýř

### Stavby
- Farní kostel v Ulrichskirchenu je gotická stavba s kruchtou a věží postavenou kolem roku 1300
- Zámek Ulrichskirchen, původně středověký hrad byl v 16./17. století přestavěn na zámek se třemi křídly.

### Hudba
„MVO Schleinbach“ je počítán mezi tradiční vesnické kapely, má vysokou kvalitu a pořádá každoročně na zámku Ulrichskirchen koncertní vystoupení. Již šestý rok pořádá novoroční koncert.
V orchestru je 54 hráčů. Kapelníkem je Josef Stöckelmayer, vedoucím souboru je Mag. Gerhard Schwaigerlehner a referentem pro mládež Christina Schmid.
Spolek patří pod okresní sdružení dechových hudeb v Mistelbachu, které sdružuje 36 hudeb.

### Sport
Fotbalové spolky: „SG Ulrichskirchen“ a „USC Kronberg“
Tenisový klub: „TC Ulrichskirchen“

## Obyvatelstvo

### Vývoj počtu obyvatel
V roce 1971 žilo v obci 2033 obyvatel, 1981 2084, 1991 měl městys 2253, při sčítání lidu v roce 2001 měl 2329 obyvatel a ke dni 1. dubna 2009 tu podle úřední evidence žije 2554 obyvatel.

### Významní rodáci
- Josef Kühschelm (1855–1908) - farář z Guntersdorfu, poslanec zemského sněmu.
- Hermann Bauch (1929–2006) – malíř.
- Teresa Hohenlohe (1964–2007) - galerie ve Vídni.

## Hospodářství a infrastruktura
Podle sčítání lidu v roce 2001 bylo nezemědělských pracovišť v místě 74, zemědělských a lesních pracovišť v roce 1999 bylo 40. Počet výdělečně činného obyvatelstva bylo v roce 2001 978, což je 43,32 %.
Největší firmou v Schleinbachu je „Pekárna Anger“.